# برایس زیبل
برایس زِیبل (انگلیسی: Bryce Zabel؛ زادهٔ ۱۷ مهٔ ۱۹۵۴) بازیگر، کارگردان فیلم، تهیه‌کننده و نویسنده اهل ایالات متحده آمریکا است.

از فیلم‌ها یا مجموعه‌های تلویزیونی که وی در آن‌ها نقش داشته‌است، می‌توان به ریش‌سیاه اشاره نمود.